# Karl Vecsey
Karl Vecsey (* 11. Oktober 1923; † 27. Januar 2011 in Herrenberg) war ein deutscher Gewerkschafter. Er war Gründer der Christlichen Gewerkschaft Metall (CGM) Herrenberg-Böblingen/Baden-Württemberg.

## Leben
Von 1950 bis 1987 war Karl Vecsey bei der Daimler-Benz in Sindelfingen beschäftigt. 1961 wurde er zum Betriebsrat der Daimler-Benz in Sindelfingen gewählt und blieb in dieser Funktion 26 Jahre lang bis zu seinem Eintritt in den Ruhestand.
Im März 1956 gründete er den Ortsverband der Christlichen Gewerkschaft Metall Herrenberg, aus dem sich im Lauf der späteren Jahre der CGM-Bezirk Herrenberg-Böblingen zum größten Bezirksverband bundesweit entwickelte.
Acht Jahre gehörte er dem geschäftsführenden Hauptvorstand an, 25 Jahre dem Landesvorstand Baden-Württemberg. Von 1959 bis 1994 war er Vorsitzender des Bezirksverbandes Herrenberg-Böblingen, seit 1994 hatte er den Ehrenvorsitz inne.
Zudem war er von 1980 bis 1992 Mitglied des Vorstands der LVA-Württemberg, von 1978 bis 1993 in der Vertreterversammlung der Süddeutschen Eisen und Stahl Berufsgenossenschaft, sowie Arbeitnehmervertreter und stellvertretender Vorstand der AOK-Vertreterversammlung. Für die CDU engagierte er sich als Stadtrat von Herrenberg und zusammen mit seiner Frau, Emma Angela Vecsey, war er zeitlebens aktives Mitglied der Katholischen Kirchengemeinde St. Josef Herrenberg. Er verstarb am 27. Januar 2011 im Alter von 87 Jahren.

## Auszeichnungen

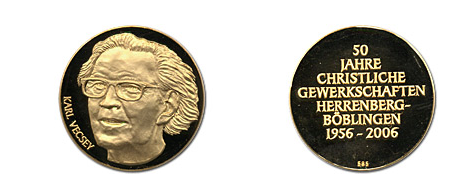
Karl-Vecsey-Medaille

- 1986 Bundesverdienstkreuz am Bande
- 1991 Adam-Stegerwald-Medaille der Christlichen Gewerkschaft Metall (CGM)[2]
- 1993 Verdienstmedaille der Deutschen Rentenversicherung
- 1994 Franz Wieber Medaille
- 2006 Prägung der „Karl-Vecsey-Medaille“ in Bronze, Silber und Gold[1]
- 2007 Goldene Ehrennadel der Christlich-Demokratischen Arbeitnehmerschaft (CDA)